# Cantonul Stiring-Wendel
Cantonul Stiring-Wendel este un canton din arondismentul Forbach, departamentul Moselle, regiunea Lorena, Franța.

## Comune
- Alsting
- Etzling
- Forbach (parțial)
- Kerbach
- Petite-Rosselle
- Schœneck
- Spicheren
- Stiring-Wendel (reședință)